# Edoardo Leo
Edoardo Leo (ur. 21 kwietnia 1972 w Rzymie) – włoski aktor, scenarzysta i reżyser filmowy.

## Kariera
Urodził się i wychował w Rzymie. W 1999 ukończył studia na wydziale literatury i filozofii na Sapienzy. Jego zamiłowanie do aktorstwa skłoniły go do zapisania się na zajęcia teatralne w bardzo młodym wieku, aż do założenia trupy aktorskiej Calciattori.
Swoją karierę rozpoczął na małym ekranie jako Marco w filmie telewizyjnym TF1 Skradziony księżyc (Confession secrète/La luna rubata, 1995) z muzyką Carla Siliotta. Dwa lata potem wystąpił jako Vincenzo w serialu telewizyjnym Canale 5 Adwokat Porta (L'avvocato Porta, 1997) z Gigi Proietti i Ornellą Muti, a także zadebiutował na kinowym ekranie w roli Marco Talenti w komedii Klasa to nie woda (La classe non è acqua, 1997) z Roberto Citranem i Alessandrą Acciai. Sławę przyniosła mu rola Marcella, uczciwego i lojalnego chłopca, zakochanego w lekarce (Martina Colombari) w serialu Rai 1 Lekarze rodzinni (Un medico in famiglia, 2003-2004). 
Jego żywiołem stały się potem komedie: 18 lat później (2010) we własnej reżyserii, za którą był nominowany do nagrody David di Donatello, Ci vediamo a casa (2012) u boku Ambry Angiolini i Nicolasa Vaporidisa oraz Zakochani w Rzymie (2012) Woody’ego Allena u boku takich sław jak Roberto Benigni, Penélope Cruz czy Jesse Eisenberg. W komedii Cześć, tato (2013), którą sam wyreżyserował, zagrał postać Paola. Obraz był nominowany w dwóch kategoriach do nagrody David di Donatello. 
Po występie w komedii romantycznej Pamiętasz mnie? (2014) ponownie u boku Ambry Angiolini, został nominowany do nagrody Włoskiej Akademii Filmowej za rolę Pietra w komedii Przestanę kiedy zechcę (2014). Obraz był nominowany w jeszcze jedenastu innych kategoriach. W 2015 otrzymał nagrodę David di Donatello za reżyserię i scenariusz komedii Legendarna Giulia i inne cuda (Noi e la Giulia, 2014), gdzie wystąpił jako Fausto.
W komediodramacie Dobrze się kłamie w miłym towarzystwie (2016) zagrał postać Cosimo u boku Marco Gialliniego i Kasi Smutniak w reżyserii Paolo Genovese. W grudniu 2019 był na okładce „Vanity Fair” ze Stefanem Accorsim.